# Papiro Oxirrinco 96
El Papiro Oxirrinco 96 también llamado P. Oxy. 96 es un documento de una orden, más específicamente sobre el pago de impuestos sobre unas ventas. Fue escrito en griego y se descubrió en Oxirrinco, Egipto. El manuscrito fue escrito en papiro en forma de una hoja. El documento se escribió el 5 de noviembre de 180. En la actualidad se encuentra en la Biblioteca de la Universidad de Cambridge, Inglaterra.

## Documento
El documento fue escrito por Diógenes, el contratista para el impuesto a las ventas de aquel entonces, y se dirigió al banco público de Oxirrinco, Egipto. Se autoriza al banco a recibir 52 dracmas por concepto de impuesto sobre la compra de un esclavo, que era probablemente el 10% del precio de compra. El esclavo, llamado Plution, fue comprado por una mujer llamada Chaeremonis. Las mediciones del fragmento son 255 por 80 mm.
Fue descubierto por Grenfell y Hunt en 1897 en Oxirrinco. El texto fue publicado por Grenfell y Hunt en 1898. [3] El fragmento fue examinado también por Eck y Heinrichs (Eck y Heinrichs, Sklaven und Freigelassene (1993), p. 40, N º. 53).